# Стебник (притока Бистриці-Солотвинської)
Сте́бник — річка в Україні, у Івано-Франківському районі Івано-Франківської області. Права притока Бистриці-Солотвинської (басейн Дністра).

## Опис

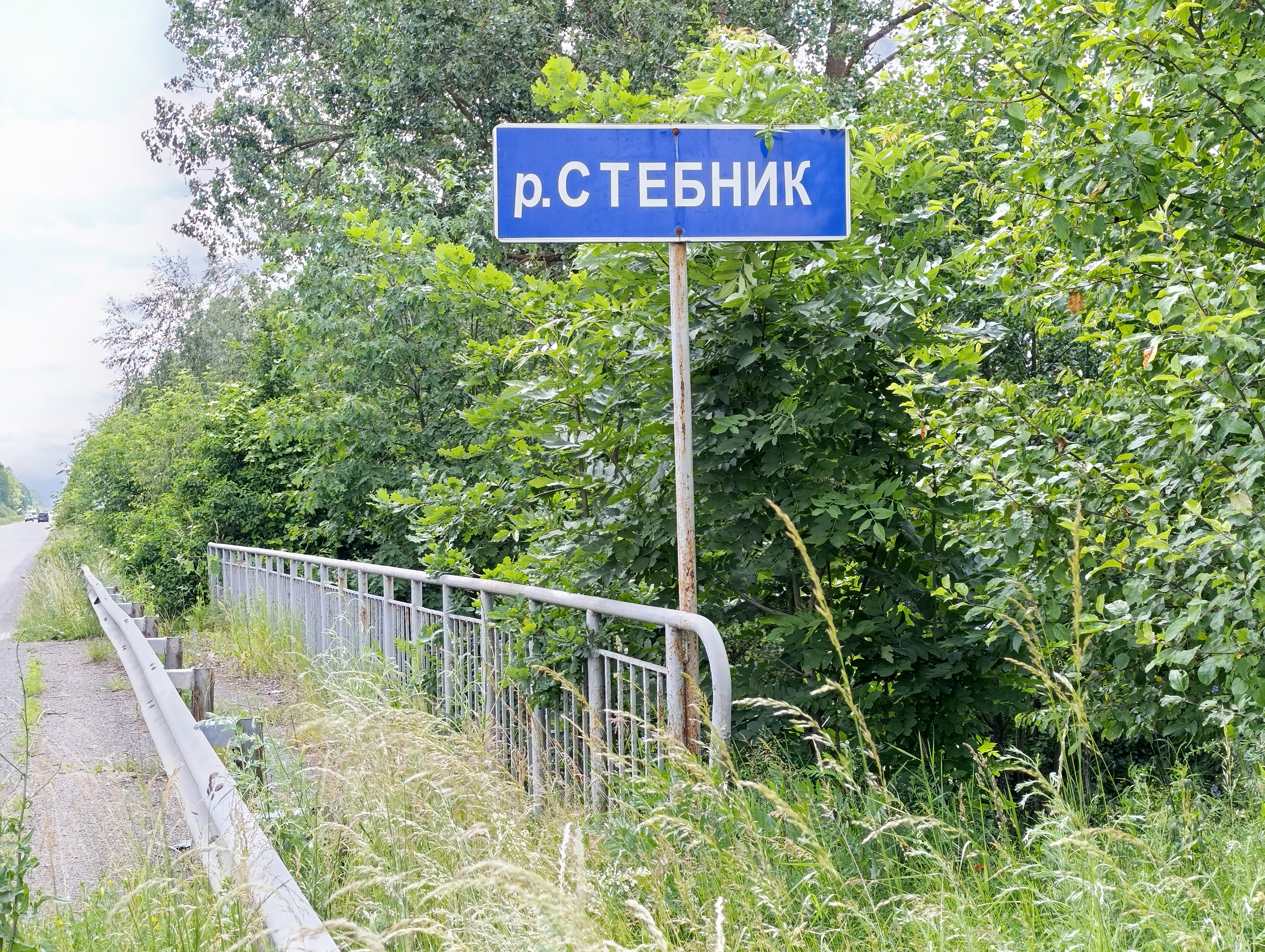
Знак р. Стебник

Довжина 11,09 км, площа басейну 27,1 км². Похил річки 5,1 м/км. Відстань від гирла основної річки до місця впадіння — 16 км.

## Розташування
Бере початок біля села Підгір'я й на околицях села Стебник впадає у Бистрицю-Солотвинську.